# Leptocera finalis
Leptocera finalis är en tvåvingeart som först beskrevs av Collin 1956.  Leptocera finalis ingår i släktet Leptocera och familjen hoppflugor. Arten är reproducerande i Sverige. Inga underarter finns listade i Catalogue of Life.